# NGC 7834
NGC 7834 (również PGC 504 lub UGC 49) – galaktyka spiralna (Sc), znajdująca się w gwiazdozbiorze Ryb. Odkrył ją Albert Marth 29 listopada 1864 roku.